# Lio Tipton
Lio Tipton, tidigare Analeigh Christian Tipton, ursprungligen Analeigh Tipton, född 9 november 1988 i Minneapolis, Minnesota, är en amerikansk fotomodell och skådespelare.

## Biografi
Lio Tipton föddes i Minneapolis och började vid två och ett halv års ålder med skridskoåkning. Vid 8 års ålder flyttade familjen till Sacramento, Kalifornien där hen fortsatte med konståkning. Hen tävlade i fyra amerikanska mästerskap och lyckades vinna två, samt två regionala mästerskap. Tipton slutade med tävlingar när hen fyllt 16 men fortsatte åka för välgörenhet.
Tipton blev uppmärksammad 2008 i den elfte säsongen av realityserien America's Next Top Model där hen placerade sig på tredje plats. Hen har haft framträdande roller i flera långfilmer, exempelvis Crazy, Stupid, Love mot Steve Carell, Damsels in Distress (båda 2011), Warm Bodies (2013) samt Two Night Stand (2014). Samma år spelade hen i en mindre roll mot Scarlett Johansson i den Luc Besson-regisserade sci fi-filmen Lucy.
År 2021 kom Tipton ut som queer och ickebinär. Hen är gift med Chaz Salembier.

## Filmografi i urval

### Film
| År   | Titel                | Roll             | Notering                       |
| ---- | -------------------- | ---------------- | ------------------------------ |
| 2011 | The Green Hornet     | Ana Lee          | Krediterad som Analeigh Tipton |
| 2011 | Crazy, Stupid, Love  | Jessica Riley    | Krediterad som Analeigh Tipton |
| 2011 | Damsels in Distress  | Lily             | Krediterad som Analeigh Tipton |
| 2013 | Warm Bodies          | Nora             | Krediterad som Analeigh Tipton |
| 2014 | Buttwhistle          | Rose             | Krediterad som Analeigh Tipton |
| 2014 | 4 Minute Mile        | Lisa Rickard     | Krediterad som Analeigh Tipton |
| 2014 | Lucy                 | Caroline         | Krediterad som Analeigh Tipton |
| 2014 | Two Night Stand      | Megan Pagano     | Krediterad som Analeigh Tipton |
| 2015 | Mississippi Grind    | Vanessa          | Krediterad som Analeigh Tipton |
| 2016 | Between Us           | Veronica         | Krediterad som Analeigh Tipton |
| 2016 | Viral                | Stacey Drakeford | Krediterad som Analeigh Tipton |
| 2016 | In Dubouis Times     | Vera             | Krediterad som Analeigh Tipton |
| 2016 | Compulsion           | Sadie Glass      | Krediterad som Analeigh Tipton |
| 2017 | Golden Exits         | Jess             | Krediterad som Analeigh Tipton |
| 2017 | All Nighter          | Ginnie           | Krediterad som Analeigh Tipton |
| 2018 | Better Start Running | Stephanie        | Krediterad som Analeigh Tipton |
| 2018 | Broken Star          | Markey           | Krediterad som Analeigh Tipton |
| 2019 | Summer Night         | Mel              | Krediterad som Analeigh Tipton |
| 2022 | Vengeance            | Abilene Shaw     |                                |

### TV
| År   | Titel                    | Roll           | Notering                               |
| ---- | ------------------------ | -------------- | -------------------------------------- |
| 2008 | America's Next Top Model | Sig själv      | Tredje plats                           |
| 2008 | The Big Bang Theory      | Sig själv      | Avsnitt: The Panty Piñata Polarization |
| 2011 | Hung                     | Sandee         | 8 avsnitt                              |
| 2014 | Manhattan Love Story     | Dana Hopkins   |                                        |
| 2015 | Limitless                | Shauna         | Avsnitt: The Legend of Marcos Ramos    |
| 2015 | The Big Bang Theory      | Vanessa Bennet | Avsnitt: The Mystery Date Observation  |
| 2018 | Murphy Brown             | Lauren         | Avsnitt: Lifetime of Achievement       |
| 2019 | Why Women Kill           | Mary Vlasin    | 3 avsnitt                              |
| 2022 | A Friend of the Family   | Gail Berchtold |                                        |